# Catedrala Sfântul Vasile din Moscova
Catedrala Maicii Domnului Apărătoare și Rugătoare (în rusă Собор Покрова Пресвятой Богородицы, transliterat: Sobor Pokrowa Preswjatoi Bogorodițîi), cunoscută mai ales drept Catedrala Sfântului Vasile Blajinul (în rusă Собор Василия Блаженного, transliterat: Sobor Vasilia Blajennogo) este un lăcaș de cult situat în Piața Roșie din Moscova (Rusia), construit în anul 1554. Catedrala aparține Bisericii Ortodoxe Ruse și este un simbol al orașului și al arhitecturii ruse. Biserica adăpostește mormântul sfântului Vasile Blajinul (sec. al XV-lea). Catedrala este cunoscută pentru cupolele sale caracteristice sub forma bulbilor de ceapă.

## Istoric
Istoria catedralei începe prin anul 1552, când a fost construită Biserica Sfânta Treime în semn de recunoștință pentru victoria armatei ruse împotriva tătarilor din hanatul Kazan. La început biserica a fost construită din lemn, pe locul ei fiind construită catedrala, între 1555-1561,

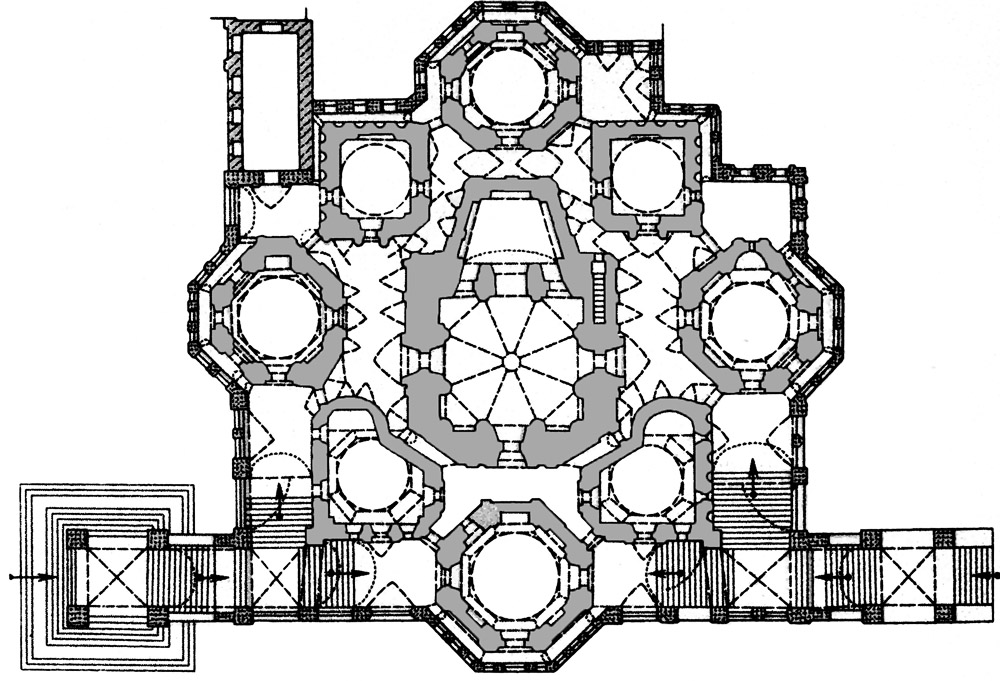
Planul bisericii cu hramul Sf. Vasile din Moscova

în timpul lui Ivan cel Groaznic.